# Antonio de San Miguel Avendaño y Paz
Fray Antonio de San Miguel y Solier Avendaño y Paz, OFM (Salamanca, 1520 - Riobamba, 7 de noviembre de 1590) fue un religioso español, que fue el 1.º obispo de La Imperial (antecesora de la sede episcopal de Concepción en Chile); así como 3.º obispo de Quito. Se destacó por su defensa hacia la población indígena. 

## Biografía
Hijo de Antonio de Avendaño y Juana de Paz, era de una familia noble y rica de su ciudad natal. En 1540 ingresó a la orden de San Francisco y cursó sus estudios en la Universidad de Salamanca. Fue ordenado sacerdote en 1550 y enviado a América.
Llegó a Lima, la capital del Virreinato del Perú, donde  se le confió la guardianía del recién fundado Convento de San Francisco El Grande (1553). Con similar cargo pasó al Cuzco. Por entonces, ya se había hecho fama de predicador. Convenció a los vecinos del Cuzco a erigir un hospital para la atención de los indígenas, bajo patronato del cabildo. Él mismo salió a pedir limosna, junto con el corregidor Sebastián Garcilaso de la Vega, logrando reunir más de cien mil pesos. La primera piedra del hospital la puso el obispo Juan Solano (1556). También promovió la fundación del monasterio de Santa Clara.
Su fama de hombre virtuoso y piadoso hizo que fuera elegido provincial del Perú, en el capítulo celebrado por su orden en Lima, el 6 de octubre de 1562.

### Obispo de La Imperial
Fue propuesto por el rey Felipe II para ser el primer obispo de la sede episcopal de La Imperial, en Chile, fundada por el papa Pío IV en 1563. Fue preconizado el 22 de marzo de 1564. Al principio no aceptó el nombramiento por humildad, pero al ser rechazada su renuncia, él mismo reclamó al rey que acelerara el envío de las bulas pertinentes, tanto de su nombramiento como obispo, como las de la erección del obispado.
El 19 de febrero de 1567 fue consagrado en la catedral de Lima por el arzobispo fray Jerónimo de Loayza. Debido a que se había convocado el segundo concilio provincial limense, dio poder al sacerdote Agustín Cisneros para que se hiciera cargo de su iglesia, mientras asistía al concilio y esperaba la llegada de las bulas.
Por fin se embarcó hacia Chile el 25 de abril de 1568. La diócesis de La Imperial, la segunda fundada en Chile después de la de Santiago, era muy pobre y se hallaba asolada por la guerra contra los araucanos. En cartas enviadas al rey Felipe II, el obispo culpó de la situación al maltrato del que eran víctimas los indígenas, derivado del injusto sistema de las encomiendas y el servicio personal. En su lucha a favor de los indios y por la inmunidad eclesiástica, entró en conflicto con los oidores de la Real Audiencia de Concepción, cuya supresión logró en 1573. Amenazó incluso con la excomunión a todo español que participase en la guerra contra los indios.
Consiguió que la ciudad de Concepción fuera incorporada a su obispado y consagró la erección de la catedral el 18 de mayo de 1571. De 1571 a 1574 hizo la visita pastoral a su extensa diócesis, que abarcaban los curatos de La Imperial, Osorno, Concepción, Valdivia, Castro y Angol (o Los Confines), llegando hasta Chiloé. En 1575 fundó un seminario eclesiástico, y aunque solicitó al rey que autorizara la creación de una universidad o al menos de un colegio, no logró este objetivo.
Regresó temporalmente a Lima para participar en el tercer concilio provincial limense celebrado de 1582 a 1583, presidido por el santo arzobispo Toribio de Mogrovejo. Él mismo organizó un sínodo diocesano en La Imperial y dispuso la traducción al araucano del catecismo redactado por el concilio limense.
En su cruzada a favor de la población indígena, exigió el cumplimiento de las reales cédulas que reemplazaban el servicio personal de los indios por una tasa de tributación. El teniente de gobernador general, Luis López de Azoca (que era un reputado jurista), le entabló 18 capítulos de acusaciones, supuestamente por no respetar el patronato regio. Contestó con energía el obispo una por una dichas acusaciones. Se entabló un juicio que llegó a Lima y hasta España. Pero el asunto se fue prorrogando hasta que ambas autoridades dejaron su cargo.

### Obispo de Quito

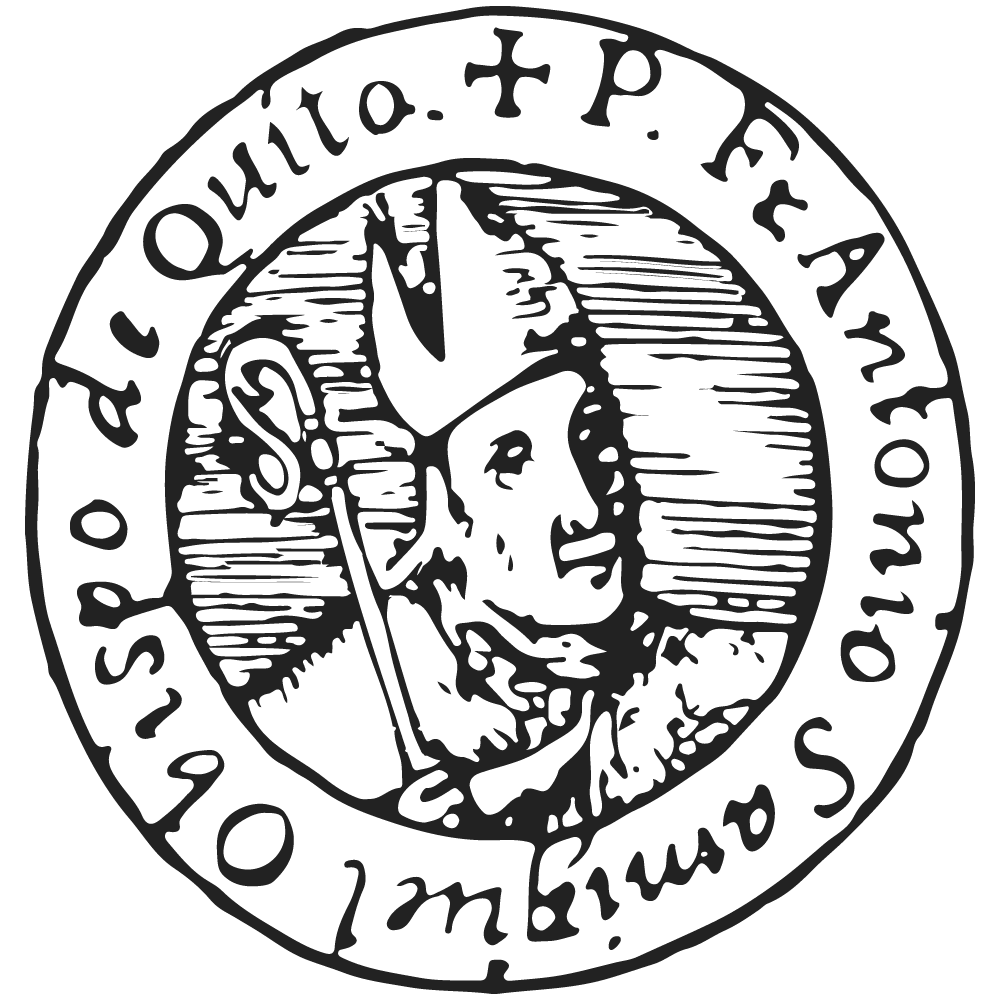
Fray Antonio de San Miguel Avendaño y Paz como Obispo de Quito en las Décadas de Herrera, cronista oficial de Indias en Sevilla.

El 9 de marzo de 1588 fue preconizado obispo de Quito por el papa Sixto V. En 1589 emprendió viaje a su nueva sede. Se detuvo en Lima para concurrir al cuarto concilio provincial realizado en 1591. Continuó luego su viaje al norte, pero las fatigas del largo recorrido dañaron su salud y no pudo llegar a su destino. Falleció en Riobamba, el 7 de noviembre de 1591. Su cuerpo, embalsamado, yace en la Catedral de Quito.